# Martin Span
Martin Span (* 10. November 1757 in Pfaffenhofen; † um 1840 in Wien) war ein österreichischer Pädagoge und Autor.

## Leben
Martin Span studierte anfangs Humanistik im (Kloster?) Elchingen und später Philosophie und Rechtswissenschaften an den Universitäten Dillingen, Wien und Paris.
1783 kehrte er aus Frankreich zurück und ließ sich in Wien nieder. 1789 wurde er als Professor in St. Pölten eingestellt und 1791 als Professor der Redekunst und der Griechischen Sprache am Gymnasium zu St. Anna (ab 1807: Schottengymnasium) nach Wien versetzt. Er unterrichtete auch als Lehrer der Geschichte, der Geographie und Statistik den österreichischen Kronprinzen Ferdinand I. Am 21. August 1800 wurde Franz Grillparzer am St. Anna-Gymnasium geprüft, das im Grillparzerarchiv erhaltene Prüfungszeugnis ist von Professor Martin Span unterschrieben.
1809 erfolgte seine Pensionierung und er erhielt sowohl eine Pension für seine Tätigkeit als Professor und eine weitere Pension für seine Lehrtätigkeit beim Kronprinzen.
Martin Span heiratete am 27. August 1789 in Wien.

## Schriften (Auswahl)
- Plaute; Martin Span: M. A. Plauti comoediae superstites viginti novissime recognitae, ac notis et indice verborum illustratae. Viennae, 1792.
- Rede auf den Römisch-Deutschen Kaiser Joseph den II. Wien: M. Span, und in Commission der Camesinaischen Buchhandlung, 1807.
- Martin Span; August von Kotzebue; Paul Gotthelf Kummer; Karl Friedrich Enoch Richter; F. C. W Vogel: Denkschrift gegen den Büchernachdruck: den am Wiener Congresse versammelten Gesandten. Wien 1815.
- J. G. Christ. Edlen von Kessler's Oesterreichisches Geschäften-Lexikon, oder, Sammlung aller Gattungen schriftlicher Aufsätze: welche in politischen, Finanz-, Handlungs-, Bergwesens-, land- und hauswirtschaftlichen Angelegenheiten zum Beispiel dienen können. Wien Mösle ca. 1816.
- Novi versus memoriales de nominum generibus, item de praeteritis verborum et supinis: ad usum juventutis Germanica cum interpretatione concinnati. Viennae: Geistinger, 1818.
- Martin Span; Ippolito Pindemonte: Hermann der Cherusker: ein Trauerspiel in fünf Acten. Wien: A. Pichler, 1819.
- Johann Christoph Adelung: Orthographisches und ethmologisches Taschenwörterbuch der deutschen Sprache: zum Gebrauche für Jedermann, insbesondere aber für Studierende, Beamte, Geschäfts- und Handelsleute. Herausgeber: Martin Span. Wien; Trieste: Geistinger, 1819.
- Universa phraseologia latina. Secundis curis Sallustiana, Caesareana, Liviana, Corneliana, etc. phraseologiis, ac denique indice verborum, quae in foro militari, civili, sacroque obtinent, locupletata, et ad usum juventutis litterarum studiosae accommodata. Viennae, Tergesti, apud J. Geistinger, 1824.
- Begründete Würdigung der deutschen Dichtkunst und Dichter: mit comparativen Parallelen ihrer Kunstversuche, als Mittel zur Bildung der ästhetischen Urtheilskraft, oder Beantwortung der copulativen Frage: Zu welchem Grade der Ausbildung gelangte die Sprache der deutschen Dichtkunst von dem Jahre 1740 bis jetzt, und wie kann sie der nöthigen Vollkommenheit näher gebracht werden? Wien: Verl. d. Schrämblischen Buchdr., 1826.

Im Gräffer'schen Conversationsblatt von Franz Gräffer veröffentlichte er einige Aufsätze:
- War Shakespeare ein Gelehrter? (1820, Nr. 41 und 42);
- Ueber die schöne Literatur der Deutschen. An eine Engländerin (1820, Nr. 138 und 139);
- Göthe als Lyriker (1821, Nr. 8 und 9)